# Motor- und Technikmuseum in Otrębusy

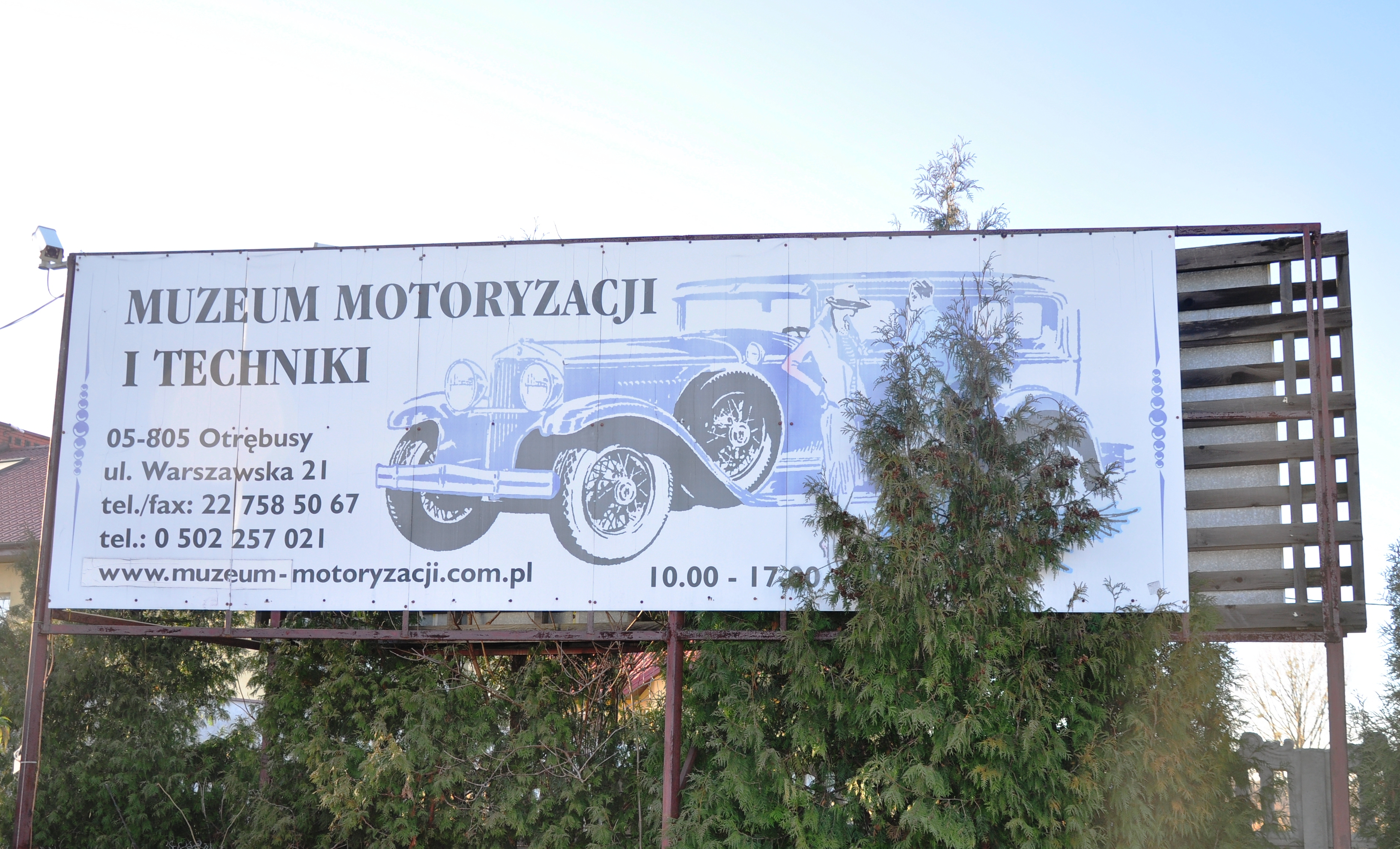

Das Motor- und Technikmuseum in Otrębusy (Prywatne Muzeum Motoryzacji i Techniki w Otrębusach) ist ein privates Oldtimermuseum in der Ortschaft Otrębusy in der Nähe Warschaus. Es ist das größte Automobilmuseum in Osteuropa und beinhaltet eine der umfangreichsten motortechnischen Privatsammlungen Europas.

## Museum
Das Museum wurde 1995 von der Familie Mikiciuk gegründet. Es werden Fahrzeuge aus einer Sammlung ausgestellt, die von den Museumsbesitzern bereits seit den 1970er Jahren erworben und seit den 1980ern restauriert wurden. Die gesamte Sammlung enthält knapp 1000 historische Fahrzeuge (Pkw, Lkw, Busse, Motorräder, Fahrräder, Panzer, Flugzeuge), darunter auch Repliken. Rund 300 Exponate werden in der Ausstellung in Otrębusy sowie in der Koneser-Fabrik in der Ząbkowska-Straße in Warschau gezeigt.
Obwohl in privater Hand, ist das Museum in das Museumsverzeichnis des Landes Polen eingetragen. Von dem Museumsträger werden zahlreiche Veranstaltungen organisiert. Aus der Sammlung werden auch regelmäßig Filmproduktionen beliefert (neben der Restaurierung von Oldtimern anderer Sammler eine Haupteinnahmequelle für die Museumsbetreiber). So war das Museum bislang Ausstatter von rund 500 Filmen; Fahrzeuge aus dem Bestand wurden bei den Dreharbeiten zu Schindlers Liste von Steven Spielberg, Der Pianist von Roman Polański, Strajk – Die Heldin von Danzig von Volker Schlöndorff, Papst Johannes Paul II. oder der polnischen Fernsehserie Czas Honoru eingesetzt. Das Museum ist täglich von 10–17 Uhr geöffnet.

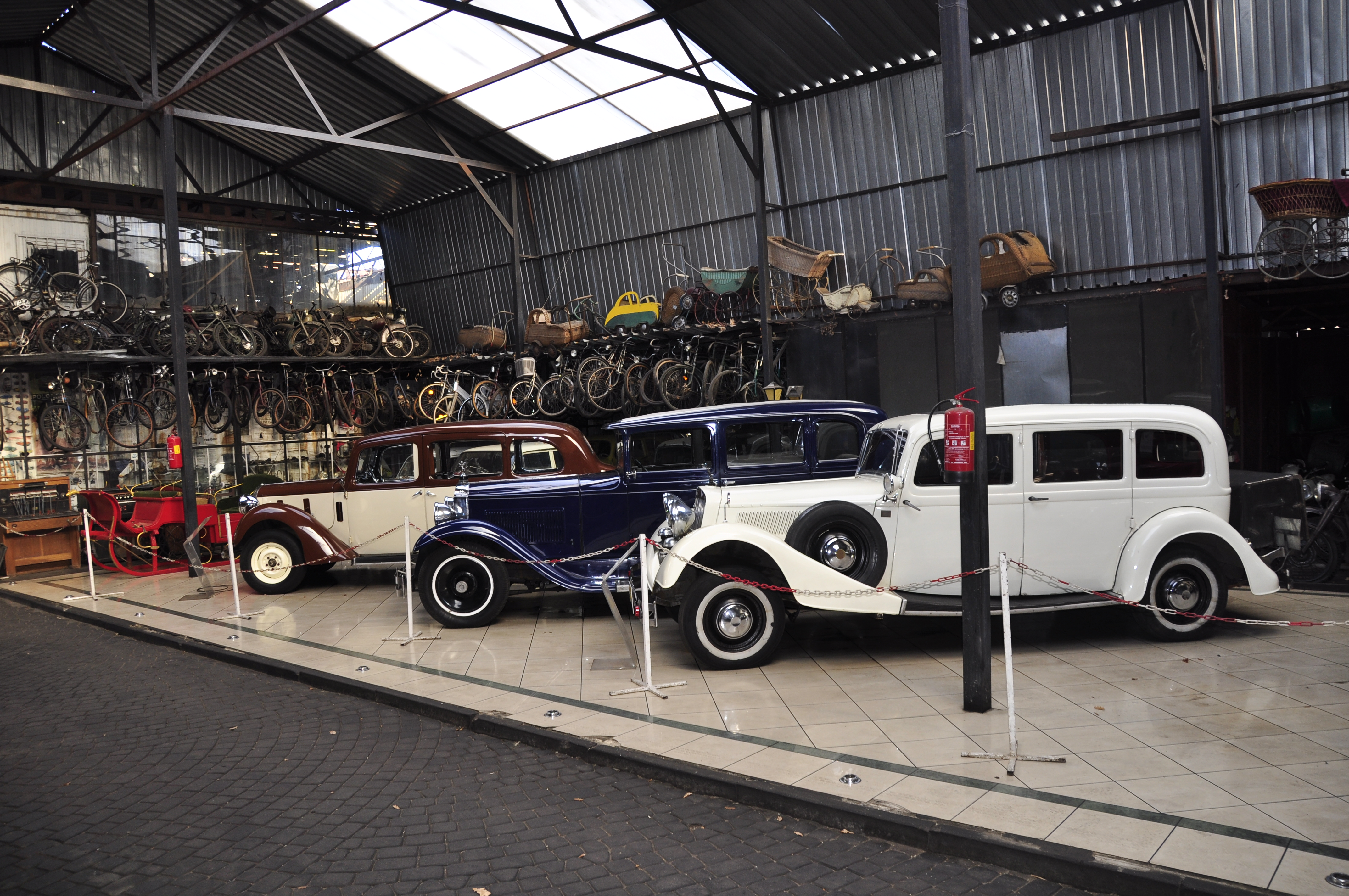
Ausstellungshalle für zivile Fahrzeuge
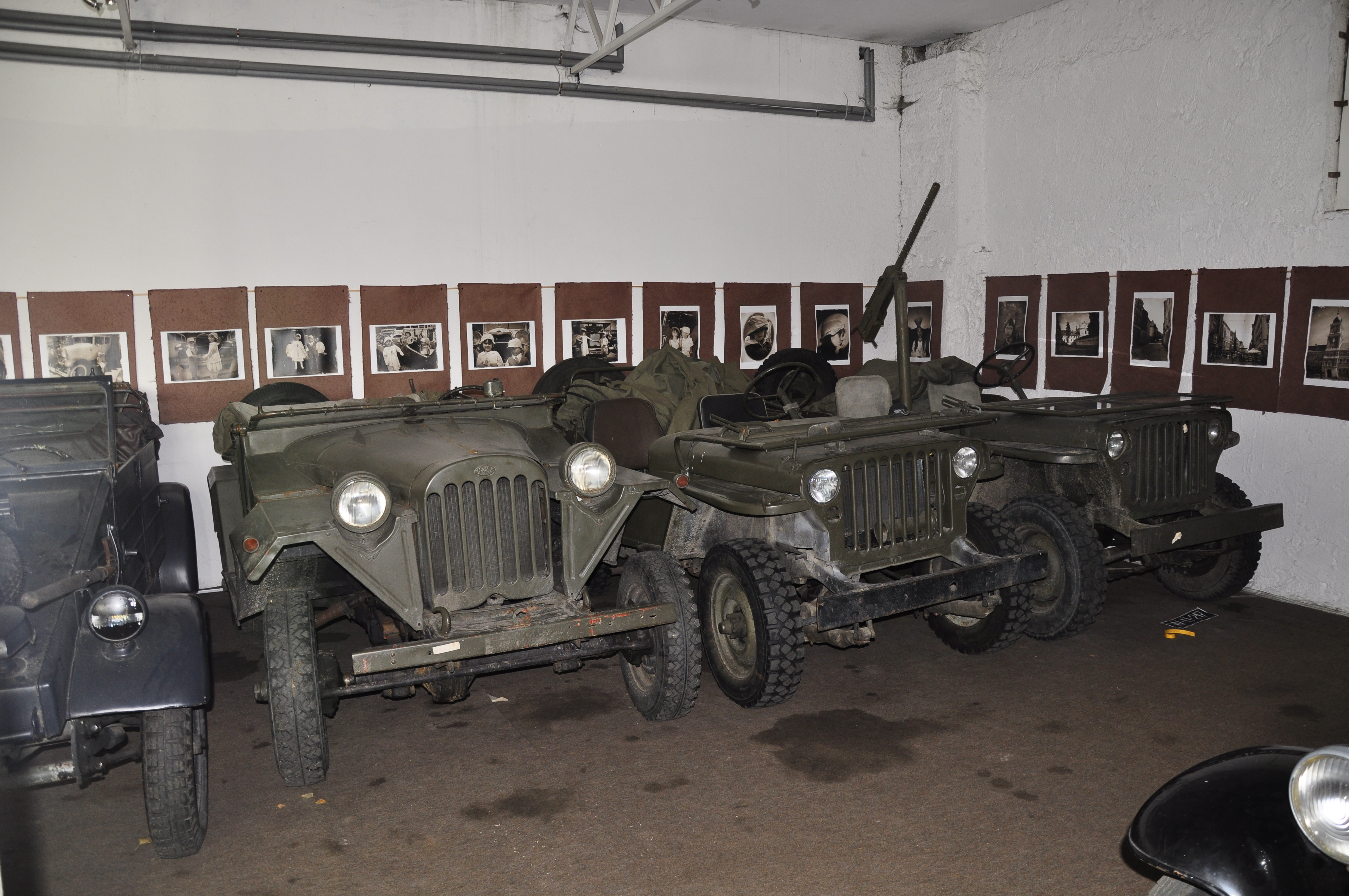
Ausstellungshalle für Militärfahrzeuge
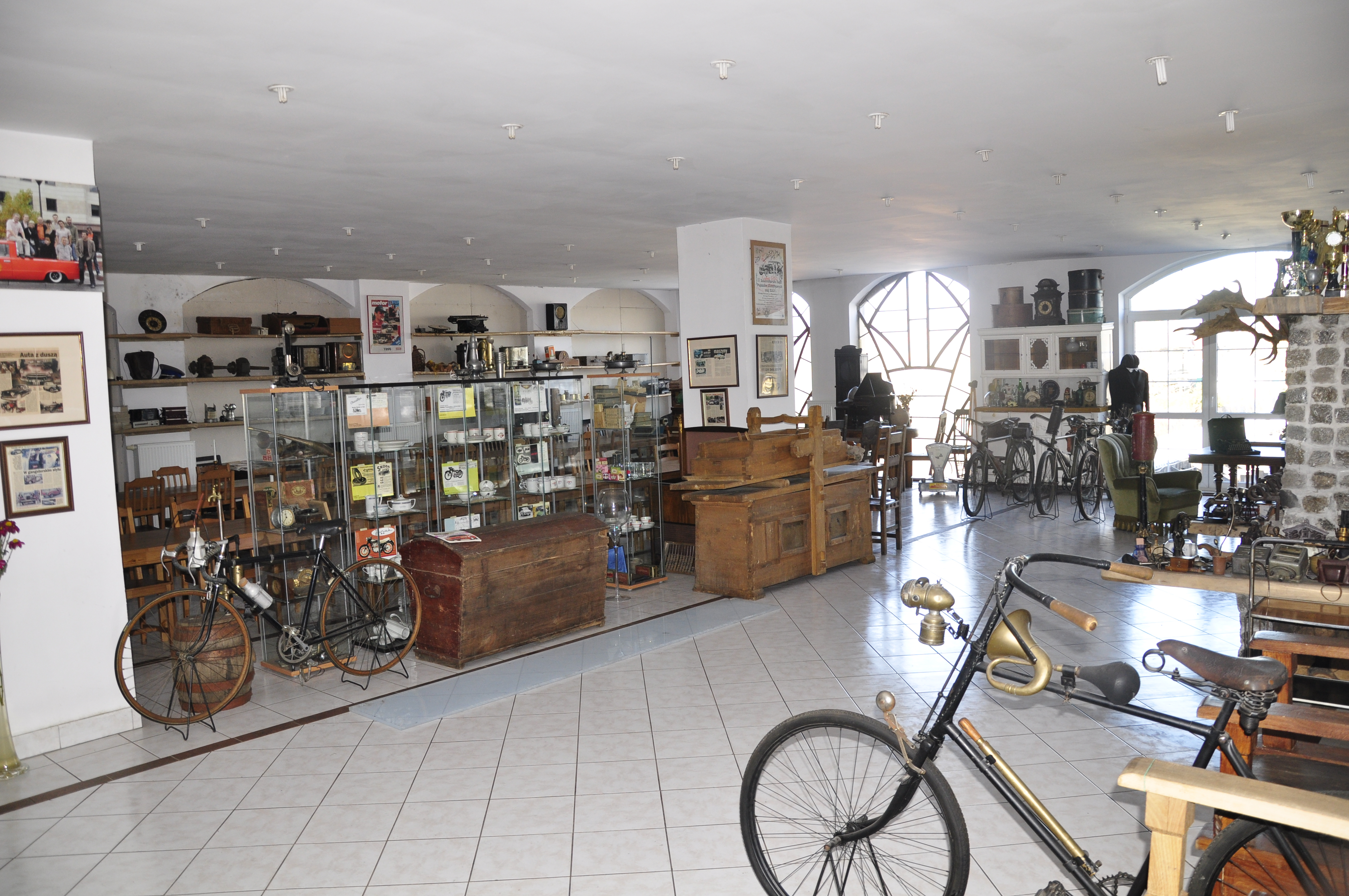
Innenbereich des Museums
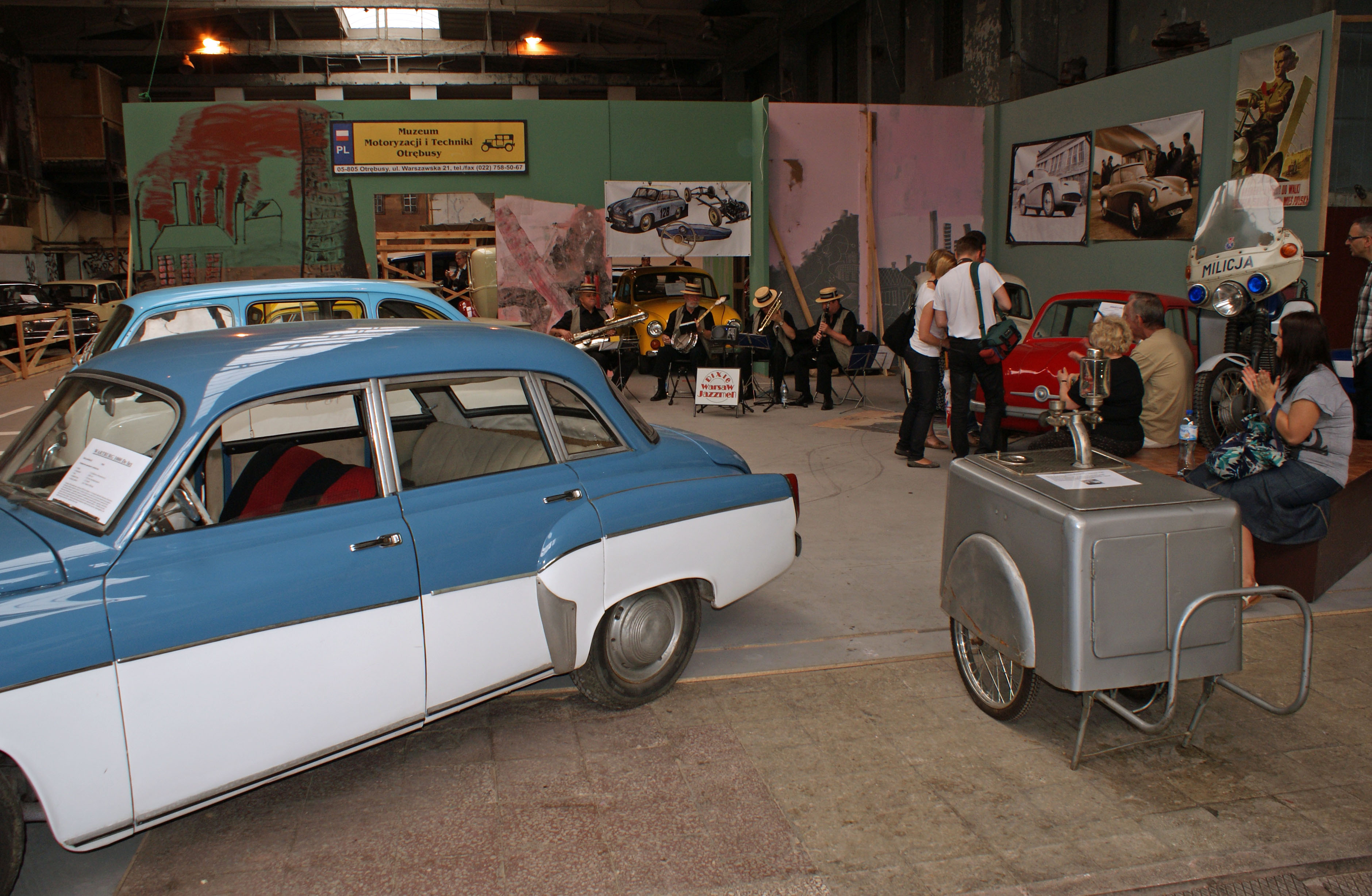
Museumsaußenstelle in der Koneser-Fabrik

## Sammlung
Das älteste gezeigte Fahrzeug ist ein US-amerikanischer Titan-Traktor aus dem Jahr 1895. Der älteste Lkw im Bestand ist ein Mercedes-Modell von 1913. Der älteste Pkw des Museums – zugleich der älteste Pkw in Polen – ist ein 1897er J.A.G. aus den Vereinigten Staaten. Unter den älteren Modellen befindet sich auch ein Fiat von 1919, ein BMW Dixi von 1928 und der letzte erhaltene Pkw von Oświęcim-Praga, ein Praga Piccolo.
Die Sammlung verfügt über viele Fahrzeuge prominenter Voreigentümer. So gibt es ein sonderangefertigtes ZIS-Cabriolet für Josef Stalin, einen Mercedes-Benz 170 V von Loda Halama, einen ZIS-110 (Dienstwagen von Władysław Gomułka), einen Buick Wildcat (Geschenk der amerikanischen katholischen Kirche an den polnischen Kardinal und Primas Stefan Wyszyński), einen Austin Six (Dienstwagen des Generalsekretärs des polnischen ZK Bolesław Bierut), einen gepanzerten Peugeot 604 (Dienstfahrzeug des Ministerpräsidenten Wojciech Jaruzelski) sowie den Buick Skylark des polnischen Ministerpräsidenten Józef Cyrankiewicz.
In Restaurierung befinden sich derzeit ein polnischer 7TP-Panzer und eine polnische Aufklärungstankette TKS.

### Fotos ausgewählter Exponate

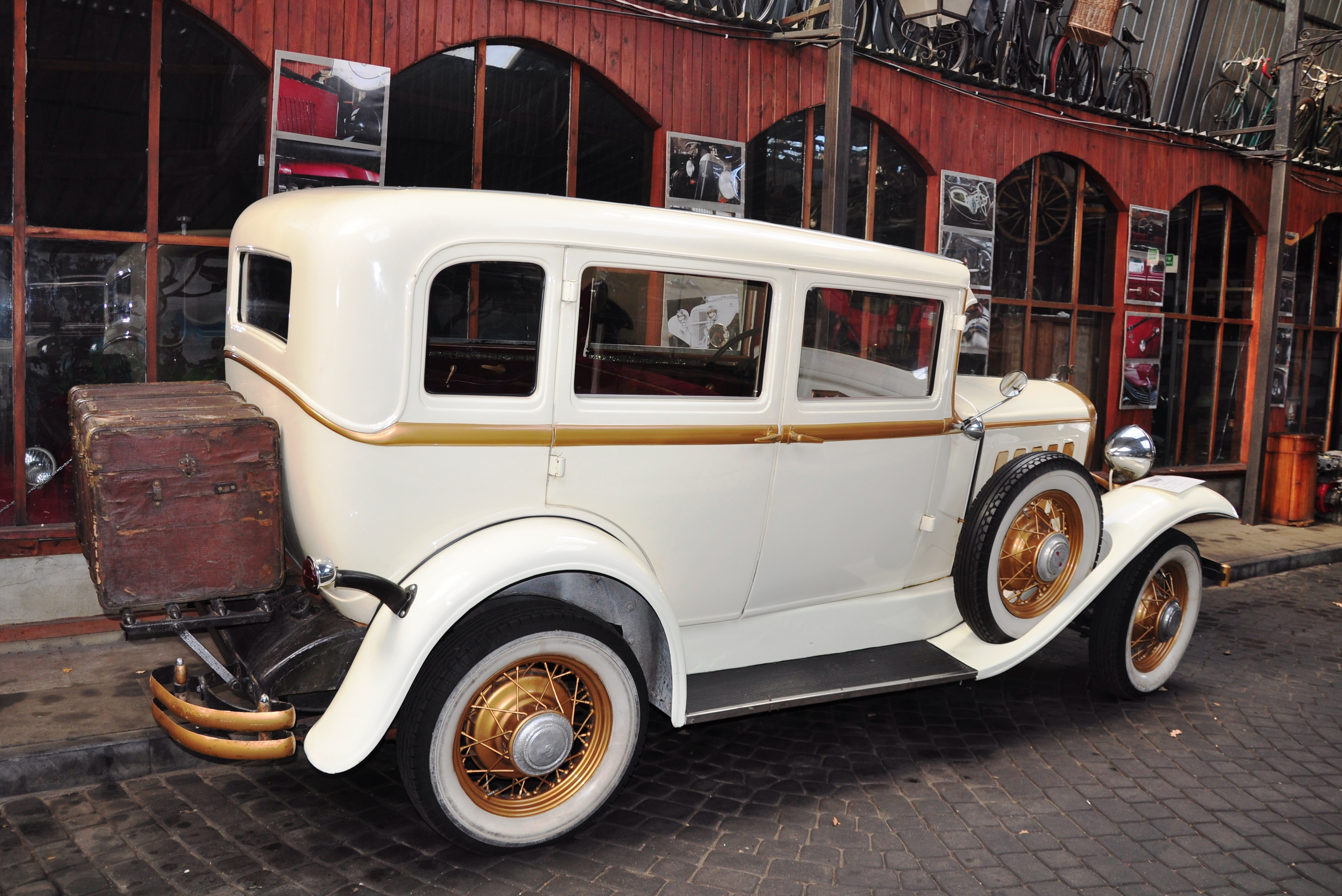
Durant Six mit 6 Zylindern von 1932
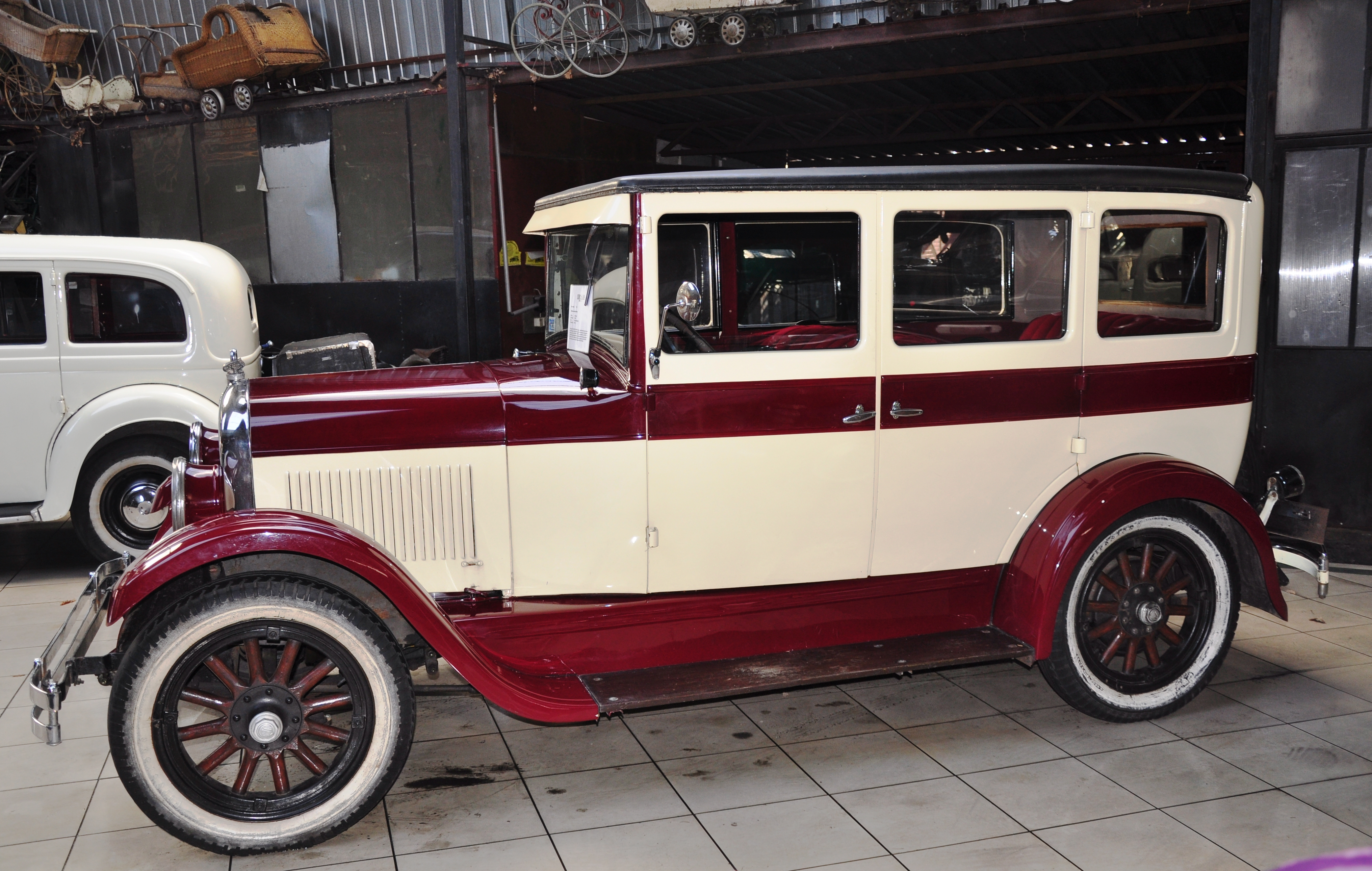
Chrysler F-58 mit 4 Zylindern von 1926
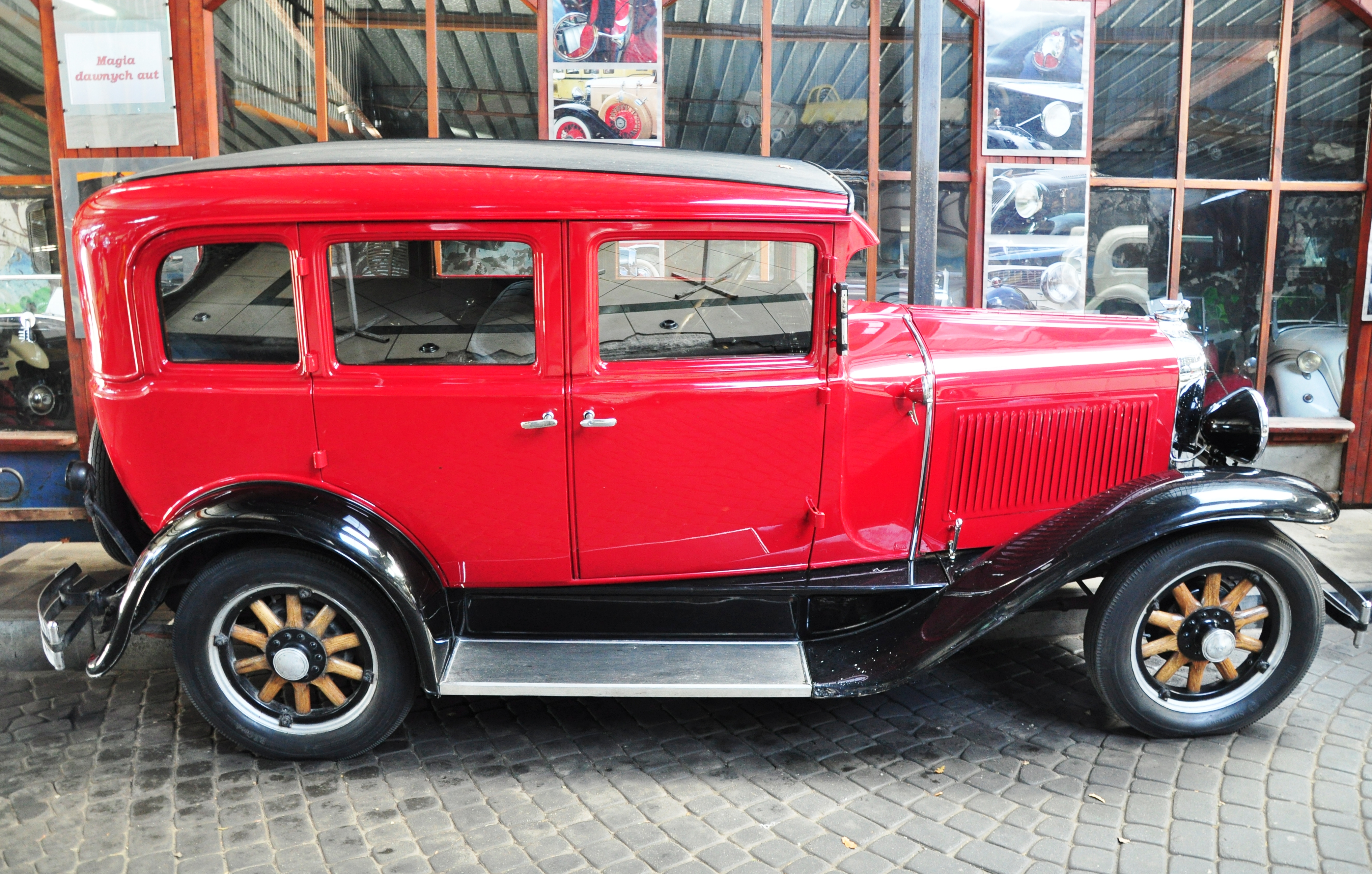
Pontiac Big Six, 6-29
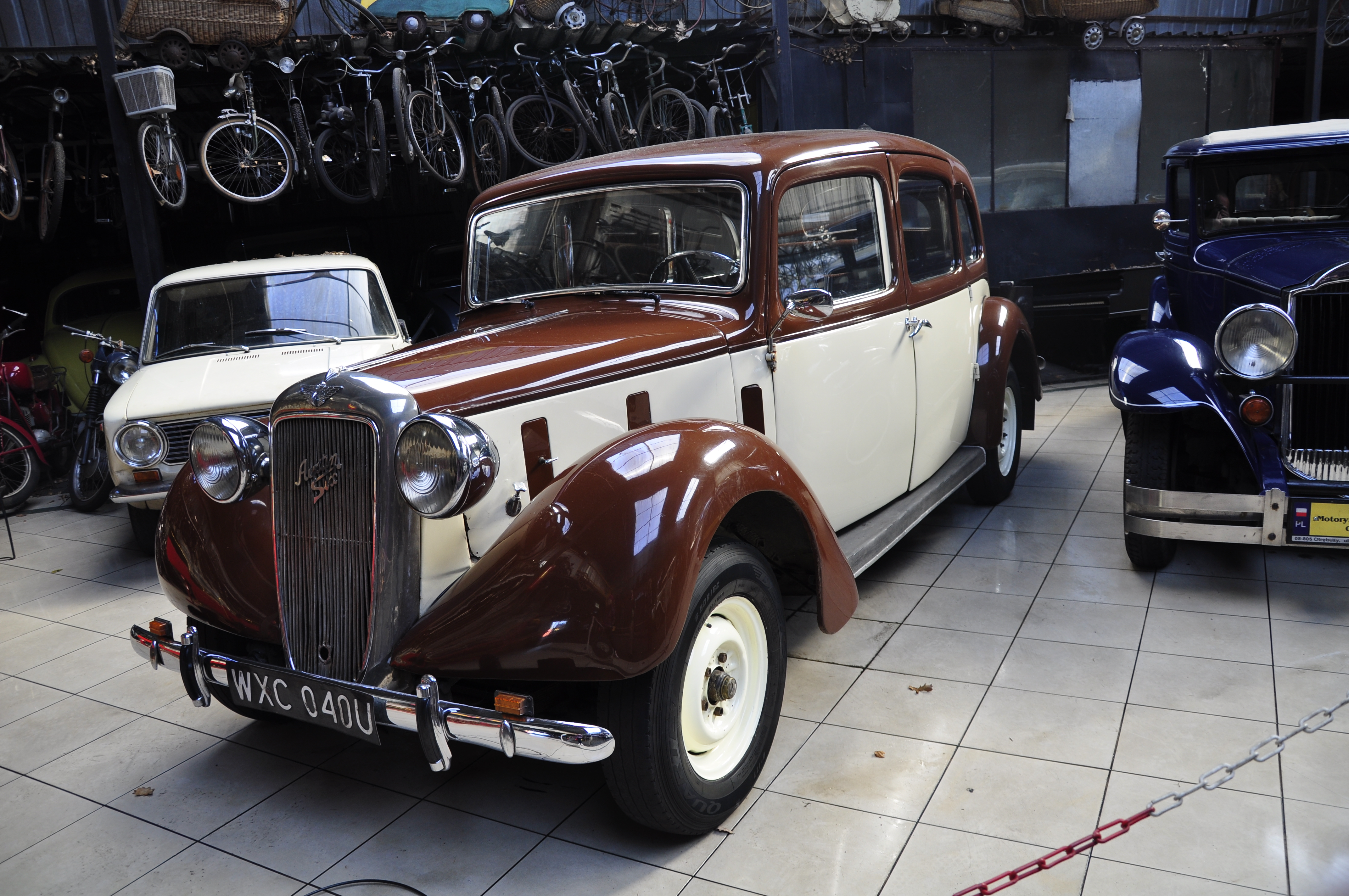
Austin Six von Bolesław Bierut
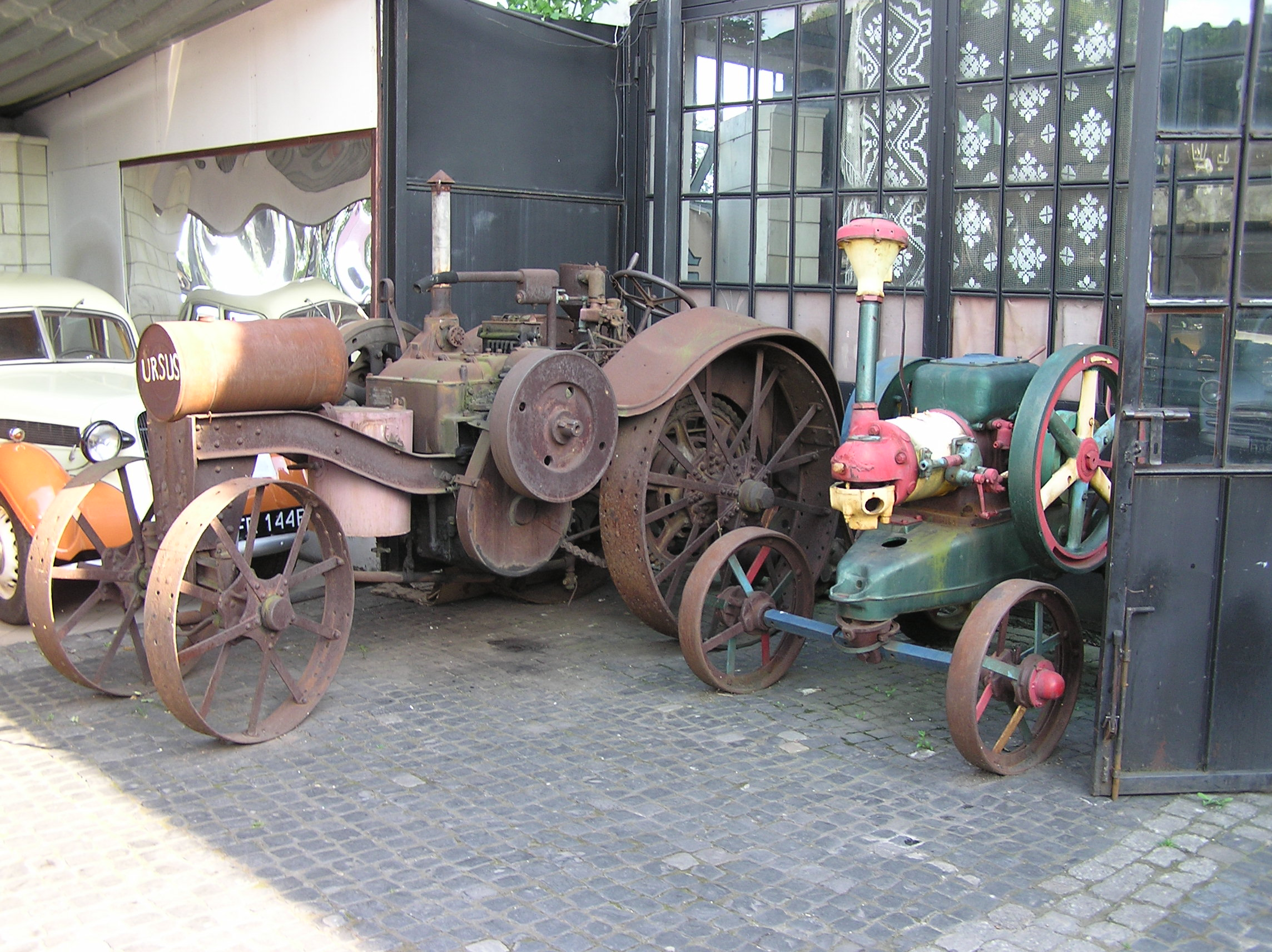
Ursus-Traktor
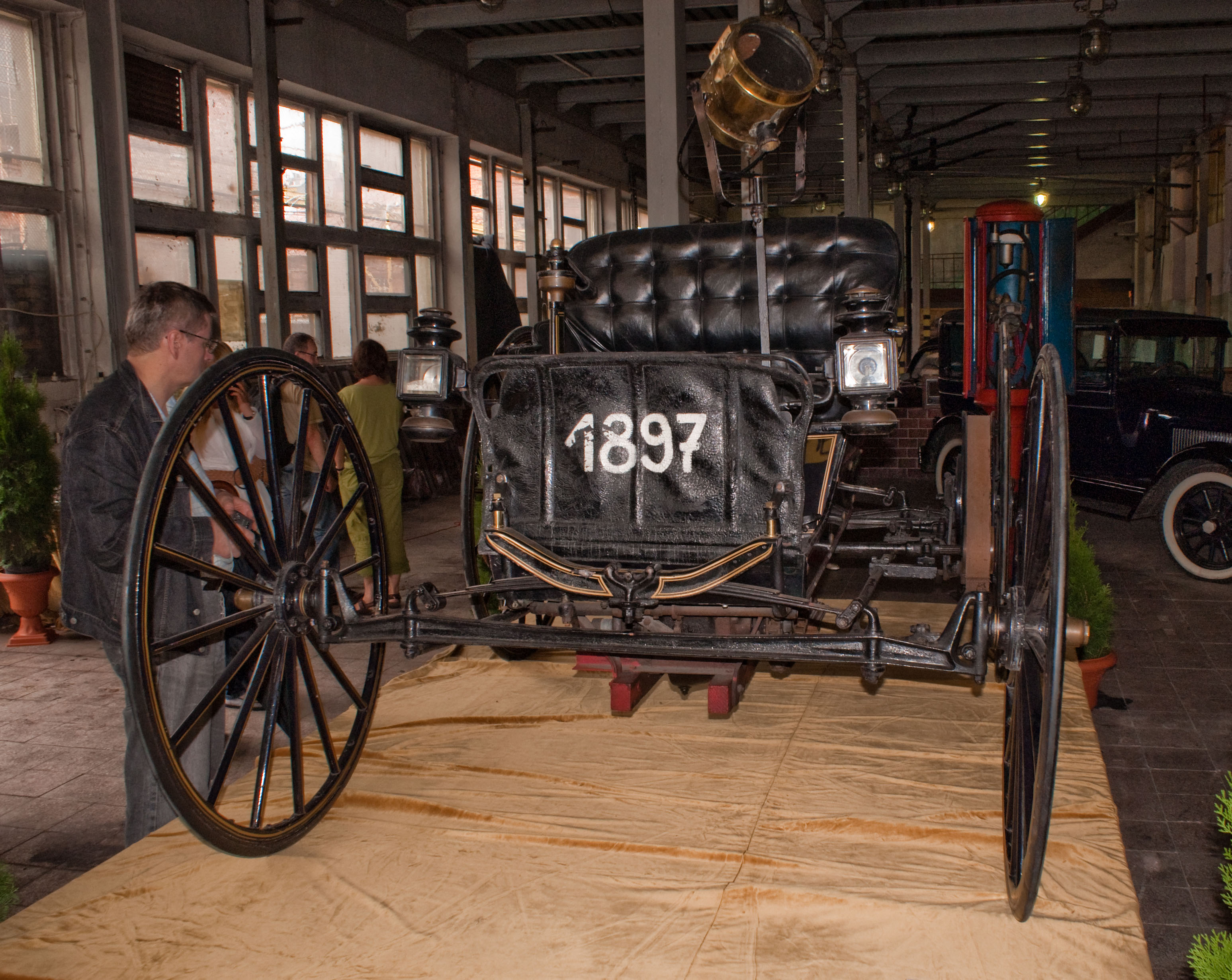
J.A.G. von 1897
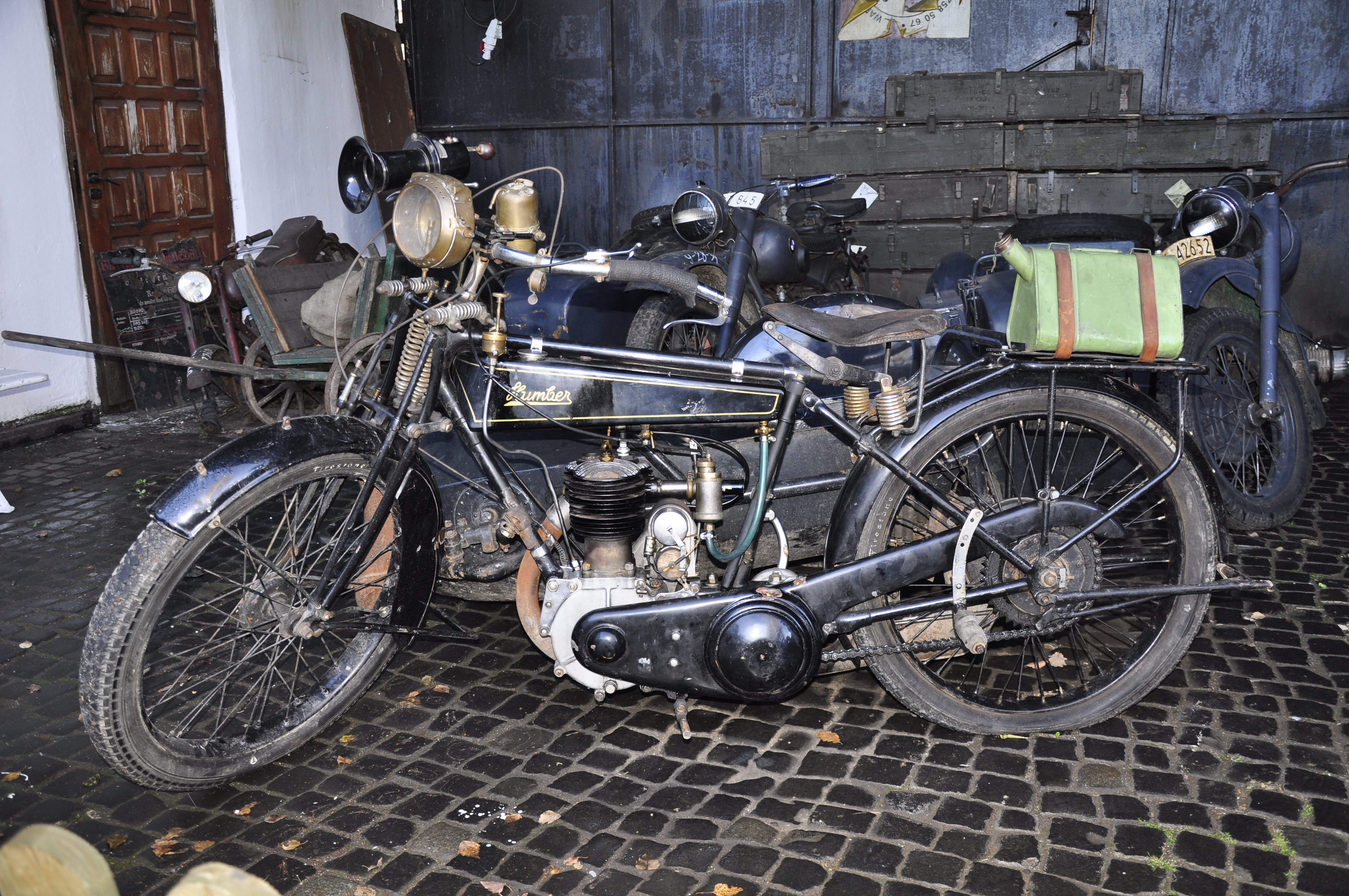
Humber-Motorrad von 1913
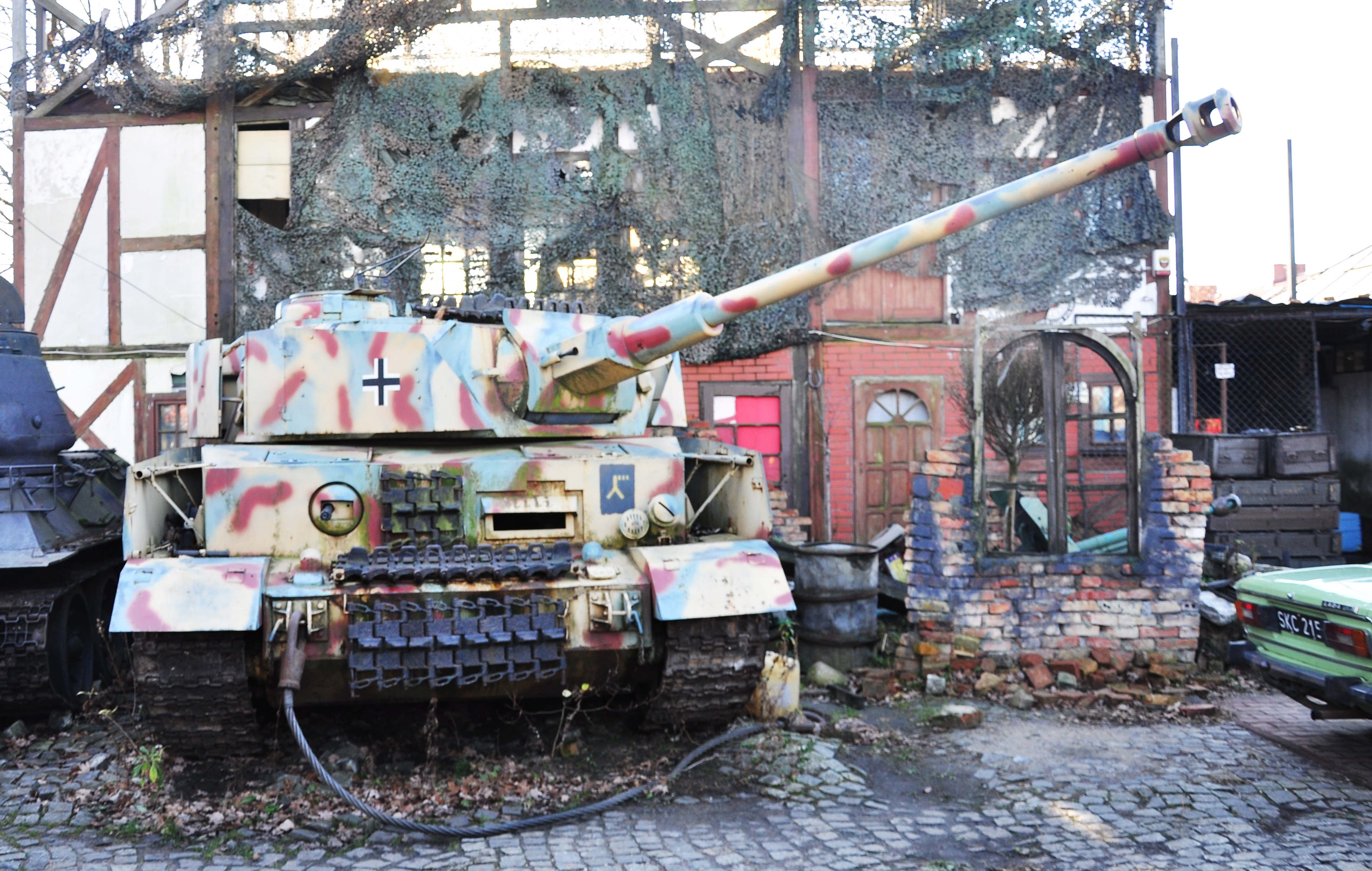
Replika eines deutschen Panzerkampfwagen IV